# 黑客与画家
《黑客与画家：计算机时代的大智慧》是保罗·格雷厄姆所著的一本文章集，讨论了黑客、编程语言、创业公司以及许多其他技术问题。《黑客与画家》也是其中一篇文章的标题。

## 创作背景
作为一名程序员，作者观察到计算机技术对人类生活产生了深刻影响，然而，许多普通人对此仍不甚了解。作者进一步注意到越来越多的程序员通过软件创业取得了财富，这促使他有了撰写这本书的动机。

## 观点
作者以通俗易懂的语言向普通读者介绍计算机世界和黑客文化，而不仅仅局限于程序员的阅读，以消除人们对技术和黑客的误解。他希望展现计算机世界内部的多样性和创造力，并鼓励大众以开放、好奇和乐观的态度去探索技术世界，而非带有恐惧和敌意的态度。